# Persicaria tinctoria
Espèce
Classification phylogénétique
Persicaria tinctoria, la renouée des teinturiers (ou persicaire à indigo), est une plante à fleurs de la famille des Polygonacées, originaire d'Asie Orientale, dont les feuilles sont utilisées pour la préparation de la teinture d'indigo.

## Étymologie
Cette plante tinctoriale originaire de Chine, fut d'abord portée à la connaissance des Européens par les missionnaires jésuites dans les Lettres édifiantes et curieuses, puis plus tard par lord Macartney dans sa célèbre ambassade en Chine de 1792-1793.
Elle reçut sa première description botanique en 1789, sous le nom de Polygonum tinctorium, par William Aiton, un botaniste britannique qui travaillait aux jardins de Kew. La plante fut ensuite reclassée en 1841, dans le genre Persicaria par Édouard Spach, un botaniste du Muséum national d'histoire naturelle et devint ainsi Persicaria tinctoria.
Le nom générique Persicaria dérive du nom latin de la pêche Prunus persica en raison d'une certaine ressemblance des feuilles. L'épithète spécifique tinctoria  vient du latin tinctorius « qui sert à teindre, tinctorial ».

## Description
Persicaria tinctoria est une plante herbacée, annuelle, de 50 à 80 cm de haut. La tige est ferme, érigée, rougeâtre, en général très rameuse,.
La feuille, portée par un court pétiole de 5 à 10 mm, comporte un limbe vert, virant au bleu-vert en séchant, ovale à largement elliptique, de 3-8 x 2-4 cm, à base cunéiforme.
La gaine foliaire (ou ochréa) est tubulaire, membraneuse, couverte d'une pubescence apprimée, à l'apex tronqué et longuement cilié.
L'inflorescence est terminale ou axillaire, en épi dense, de 2 à 5 cm de long, portant des bractées vertes, ciliées, avec chacune de 3 à 5 fleurs. La fleur comporte un périanthe d'un rose vif, de 5 tépales ovales, de 3 mm, 6 à étamines, 3 styles, connés à la base.
La floraison a lieu de juin à septembre.
Le fruit est un akène, luisant, inclus dans le périanthe persistant, brun.

## Distribution
Persicaria tinctoria est originaire d'Asie Orientale et d'Asie du Sud-Est. Cette persicaire est largement répandue en Chine (où son nom chinois est liǎolán 蓼蓝). Elle fut importée du sud de la Chine au Japon vers le VIe siècle (où son nom japonais est ai アイ). Les japonais, en particulier, sont appelés sukumo et sont très prisés par les teinturiers. 
Elle fut abondamment cultivée en Chine, au Japon, en Corée, en Russie, au Vietnam, jusqu'au XIXe siècle pour la production d'indigo. Elle est toujours cultivée au Japon pour la teinture des vêtements traditionnels.

## Composition chimique
Les feuilles de Persicaria tinctoria ne contiennent pas le pigment indigo directement transposable dans le bain de teinture mais seulement des précurseurs de celui-ci qui seront transformés en pigment coloré par le traitement post-récolte.
Les feuilles accumulent de grandes quantités d'un glucoside incolore, nommé « indican », à savoir un indoxyle β-D-glucoside. Mais il suffit de mettre les feuilles à macérer, pour extraire l'indican et l'hydrolyser en indoxyle et glucose. En présence de l'oxygène de l'air, l'indoxyle est dimérisé dans le pigment colorant d'indigo (strictement parlant en indigotine, car le terme indigo a quatre acceptions différentes).
L'indican présent dans les feuilles, augmente au cours de la période végétative jusqu'à la floraison et il est positivement affecté par les radiations lumineuses favorisant la photosynthèse.
La plante contient aussi des composés bioactifs ayant des potentialités médicinales. Hoe et als ont trouvé dans les feuilles (vertes ou brunes) et dans les graines, des polyphénols, flavonoïdes, flavanols et tanins.

## Utilisations
- Plante tinctoriale

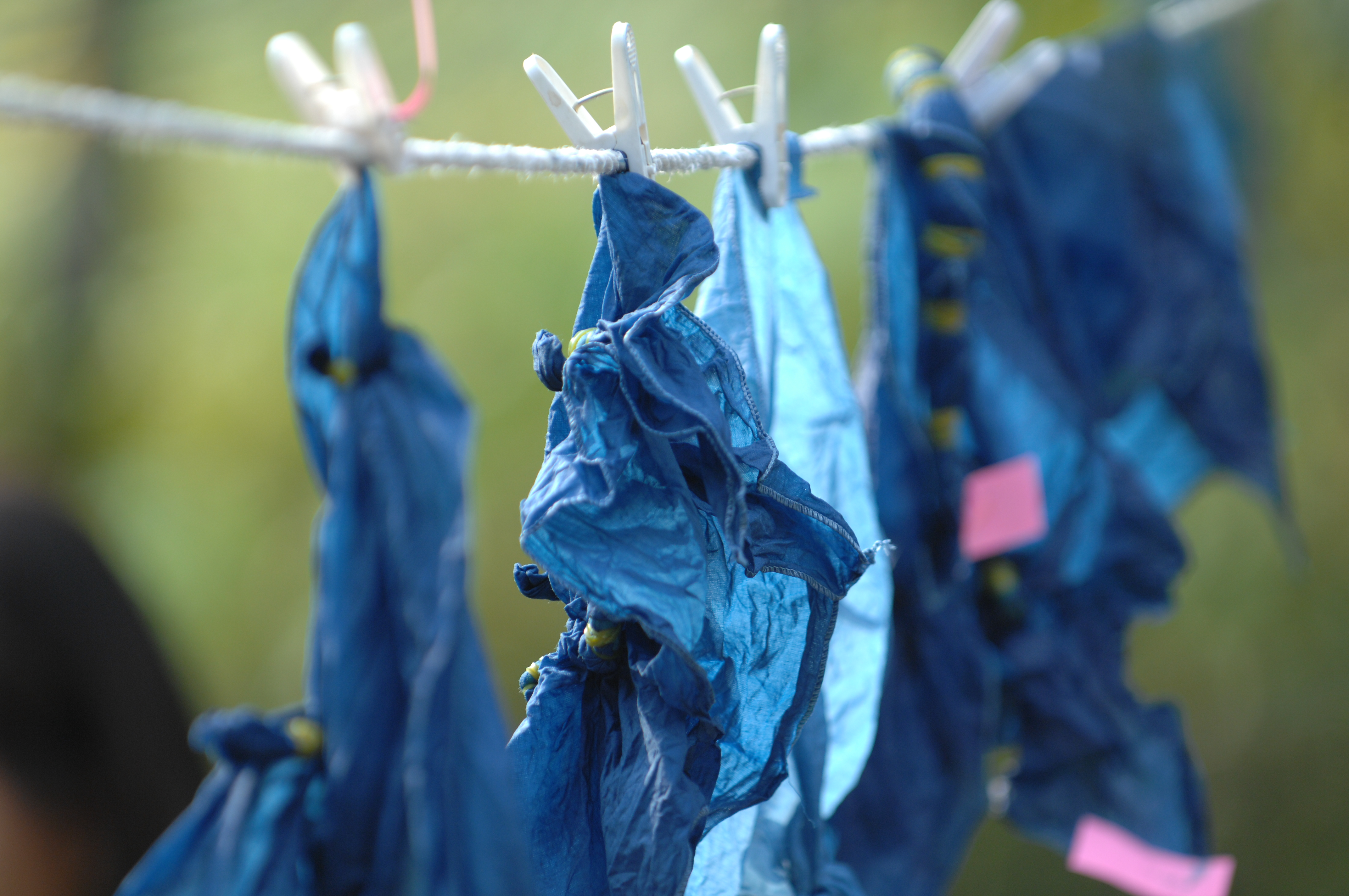
Teinture traditionnelle coréenne

La renouée des teinturiers est la plante tinctoriale à indigo, indigène de Chine. Elle y fut largement cultivée dans le Centre et le Sud, avant et après l'introduction de l'indigotier (Indigofera tinctoria) durant la dynastie Tang (618 - 907). Elle était cultivée sur des sols sablonneux, pour ses propriétés tinctoriales et médicinales. C'est une plante qui craint les gelées, demande de l'eau en période végétative et dont la production d'indigo est favorisée par la chaleur. Le climat chaud et humide des régions tropicales et subtropicales lui convient donc parfaitement.
Pour extraire l'indigo, on commençait par mettre les feuilles fraîchement cueillies à tremper dans de l'eau jusqu'à ce que la fermentation atteigne un point critique. On filtrait ensuite puis on ajoutait de la chaux éteinte. On agitait vigoureusement pour incorporer de l'oxygène. Le précipité était recueilli et vendu tel quel aux teinturiers.
L'indigo extrait de la renouée des teinturiers est utilisée depuis des siècles en Chine. Des indications de base pour l'extraction de l'indigo se trouve dans un ouvrage d'agriculture, le Qi Min Yao Shu  齐民要术 datant du VIe siècle puis dans l'encyclopédie du XVIIe siècle, la Tiangong Kaiwu 天工開物
où est indiqué qu'il faut mettre les feuilles à macérer dans l'eau durant huit jours, puis rajouter de la chaux et battre le liquide avec un bâton. La teinture à l'indigo est souvent associée avec la tradition des ethnies du sud de la Chine comme les Miao, Yao, Bai, Yi et Dong, et d'autres populations du Yunnan et Guizhou. Chez les Dong, la teinture nommée ding (jinh en langue dong) est extraite soit de Persicaria tinctoria soit de Strobilanthes cusia (Acanthacées). Elle donne un bleu sombre qui était apprécié des chasseurs qui désiraient ne pas être vus du gibier.
Après son introduction au Japon, la culture de la renouée des teinturiers se répandit dans tout le pays où elle devint la principale plante tinctoriale cultivée. On la trouvait dans tous les villages pour approvisionner le teinturier local. Quelques districts comme Tokushima, en faisait une culture commerciale.  La renouée des teinturiers fut aussi largement cultivée en Corée et au Vietnam.
Elle peut aussi être cultivée en France, en Italie et en Europe Centrale ainsi que dans des zones climatiques plus froides (comme la Pologne) tout en donnant une concentration en indigo semblable à celle obtenue en Chine. Une étude menée durant trois ans en Allemagne a conclu que Persicaria tinctoria était la plante tinctoriale à indigo la mieux appropriée à l'Europe Centrale. La plante a une production semblable de feuilles (2-5 tonnes/ha) que le pastel mais contient de 3 à 5 fois plus d'indigo (en moyenne 1,4 % du poids sec). En 2002 et 2003, la production d'indigo de la renouée variait de 50 à 168 kg/ha en deux coupes annuelles, alors que celle du pastel Isatis tinctoria allait de 10 à 65 kg/ha, en trois coupes annuelles.
L'indigo naturel peut être extrait de diverses plantes : l'indigotier (Indigofera tinctoria), le pastel des tenturiers (Isatis tinctoria), Persicaria tinctoria, Philenoptera cyanescens (=Lonchocarpus cyanescens),  etc. La culture industrielle de l'indigotier dans les colonies d'Amérique et d'Inde ruina à partir du XVIIe siècle, la culture européenne du pastel. Puis la découverte d'une technique de synthèse chimique de l'indigo, par le chimiste Adolf von Bayer à la fin du XIXe siècle ruina toutes les cultures d'indigo végétal.
- Plante médicinale

Il a été établi que la renouée des teinturiers (Persicaria tinctoria) possédait des propriétés antibactériennes, antivirales, anti-inflammatoires et cytotoxiques.
Persicaria tinctoria est une plante utilisée dans la médecine traditionnelle chinoise. Les fonctions sont « refroidir » (débarrasser le corps et le sang de la chaleur) « détoxifier ». Elle était principalement utiliser pour traiter les oreillons, les œdèmes et soulager les démangeaisons.